# Renée Lafont
Renée Charlotte Amélie Lafont (Amiens, 4 de noviembre de 1877 – Córdoba, 1 de septiembre de 1936) fue una periodista, traductora e hispanista francesa, asesinada durante la guerra civil española. Se la considera la primera mujer reportera muerta en un conflicto bélico.

## Trayectoria

### Formación
Hija de Charles Lafont (1851-1931), helenista y profesor de letras clásicas en el liceo Louis-le-Grand, Lafont estudió Filología Clásica entre 1899 y 1905 en la École Pratique des Hautes Études.

### Hispanista, traductora y novelista
Entre 1920 y 1911 fue la encargada de la sección española e hispanoamericana de Les Mille Nouvelles Nouvelles, revista quincenal, para la que tradujo novelas cortas de varios autores contemporáneos como Enrique Gómez Carillo o Juan Valera. En 1913 dirigió la sección trimestral hispanoamericana en la revista Le Parthénon de París. En 1912 tradujo su primera novela de  Vicente Blasco Ibáñez, El intruso, autor del que tradujo once novelas más. Entre las obras de Vicente Blasco Ibáñez, figuran Lo que será la República española, aparecida en 1925, y Los cuatro jinetes del apocalipsis.
También tradujo escritos del novelista Alberto Insúa, con quien tuvo un romance. Con él estableció un acuerdo editorial entre traductora y escritor, con exclusividad y en el que los derechos de autor se repartirían a partes iguales.
Publicó en 1910 la novela L'appel de la mer, y en 1924 Les forçats de la volupté, publicada por Albin Michel. Traducidas al castellano, Carmen de Burgos la cita en la sección Femeninas de El Heraldo de Madrid, elogiando su vigor y una pasión palpitante, llena de entusiasmo, comprometida con una visión de izquierdas de la realidad.
Durante la Primera Guerra Mundial, realizó en Madrid una investigación sobre los diarios francófilos españoles, que Maurice Barrès celebró en su ensayo El alma francesa y la guerra (París, Émile-Paul, 1916).   Frecuentó a autores como Henry Bataille, Jean Giraudoux o Marcel Martinet. 
Al principio de los años treinta, se comprometió con la izquierda, interesada por la instauración de la República en España. Igualmente se adhirió a la 5.º Sección Francesa de la Internacional Obrera de París.

### Guerra civil española
Enviada como reportera a España al principio de la guerra civil por cuenta del periódico socialista Le Populaire, cubrió los combates en torno a Córdoba en un momento donde el frente no estaba todavía fijado y cuando el estado mayor republicano había anunciado la ocupación inminente de la ciudad. El 29 de agosto de 1936, el coche en el que viajaba Lafont se extravió entre las líneas, cayendo en una emboscada y sus tres ocupantes fueron capturados por las tropas golpistas. Los primeros testimonios dijeron que Lafont había fallecido a causa de las heridas recibidas. Documentos conservados en archivos militares y civiles han permitido establecer que fue conducida ante un consejo de guerra que la condenó a muerte y el 1 de septiembre de 1936 fue fusilada. Su cuerpo fue enterrado en un lugar que se mantuvo secreto.
Fue arrestada en las Cumbres de Alcolea, cerca de Córdoba, y ejecutada en el Cementerio de la Salud, en la tapia norte conocida como Arroyo del Moro. La fosa común en la cual se encontraba fue  exhumada en 2019.
El 5 de octubre de 1936, Le Populaire anunció su óbito y la dedicó un homenaje en la pluma de Bracke-Desrousseaux, en una edición del día siguiente.
La suerte trágica de Lafont puede ser comparada a la del periodistas Guy de Traversay (fusilado por los franquistas) y Louis Delaprée (su avión cayó mientras regresaba a Francia). Pero su nombre fue mucho menos mediatizado que aquellos de sus homólogos masculinos para evitar una crisis diplomática franco-española ya que Lafont colaboraba en el periódico de Léon Blum, entonces jefe del gobierno francés. Su nombre aparece en el homenaje del 34.º congreso de la S.F.I.O. en julio de 1937 en Marsella.